# Берикуль (верхний приток Кии)
Берикуль (в верховье Мокрый Берикуль) — река в Тисульском районе Кемеровской области России, правый приток Кии (бассейн Оби). Протекает в северных отрогах Кузнецкого Алатау. Устье находится в 381 км от устья по правому берегу Кии. Протяжённость реки 30 км.
Протекает через посёлок Новый Берикуль, выше которого называется Мокрым Берикулем.

## Притоки
(от устья)
- Фабричный (пр)
- Сухой Берикуль (пр)
- Гороховский (лв)
- Чеботовский (лв)
- Николаевский (пр)
- Антоновский (лв)
- Берикулька (лв)
- Кузнецовский (лв)
- Петропавловка (пр)
- Бекетовский (пр)

## Данные водного реестра
По данным государственного водного реестра России относится к Верхнеобскому бассейновому округу, водохозяйственный участок реки — Чулым от водомерного поста в селе Зырянском и до устья, речной подбассейн реки — Чулым. Речной бассейн реки — (Верхняя) Обь до впадения Иртыша.